# ASB1
ASB1‏ (Ankyrin repeat and SOCS box containing 1) هوَ بروتين يُشَفر بواسطة جين ASB1 في الإنسان.